# Prado (Montevideo)
Pour les articles homonymes, voir Prado.
Prado est un quartier de Montevideo, la capitale de l'Uruguay. Situé dans la zone nord de la ville, il a pour centre géographique le parc du même nom (es). C'est un quartier résidentiel dominé par de grandes maisons anciennes et des palais datant du XIXe siècle et du début du XXe siècle, qui combinent différents styles architecturaux.

## Histoire
Au début du XIXe siècle, la zone où se trouve actuellement le quartier était située à l'extérieur de la ville fortifiée de Montevideo, et c'était une zone fertile où des terres avaient été subdivisées le long du Ruisseau Miguelete (es) pour l'agriculture. Dans la seconde moitié de ce siècle, les fermes créées pour la production commencèrent à se transformer en petites maisons avec jardins, qui, dans le cadre de la Guerre grande, furent utilisées par les familles du côté assiégeant. Après la fin de la guerre en 1851, la zone devint un lieu de villégiature pour la haute société uruguayenne, ce qui entraîna la construction des premières maisons de campagne.
L'entrepreneur d'origine française José de Buschental joue un rôle important, car il construisit la « Quinta del Buen Retiro » (où se trouve aujourd'hui le Lycée Militaire Général Artigas (es)) dans les années 1860, où il édifia son chalet et son parc privé, tout en installant le premier moulin à vapeur du pays. À partir des années 1890, le quartier, qui à l'époque était éloigné de la zone la plus centrale de la ville, devint le lieu de résidence permanente de la haute société uruguayenne. Les constructions commencèrent alors à être plus élaborées, avec de grandes maisons ou de somptueux palais de plusieurs étages, accompagnés de jardins. Pour relier la zone au reste de la ville, de larges avenues bordées d'arbres furent aménagées.
En 1893, la « Quinta del Buen Retiro » fut acquise par l'État uruguayen, qui la destina à devenir un jardin public, le premier de ce type dans la ville. Il fut nommé « Paseo del Prado », et au fil des ans, il fut agrandi, absorbant des propriétés voisines. Le développement des lignes de tramway relia la zone au reste de Montevideo.

## Hauts lieux de Prado

### Bâtiments
- Résidence de Suárez et Reyes
- Château de Soneira[10]
- Maison de campagne Aurelio Berro (es)
- Hotel del Prado (es)
- Bâtiment de la Société Polonaise Maréchal Józef Pilsudski[11]

### Lieux de culte
- Église Notre-Dame du Mont Carmel et Sainte-Thérèse (es)Église Notre-Dame du Mont Carmel et Sainte-Thérèse

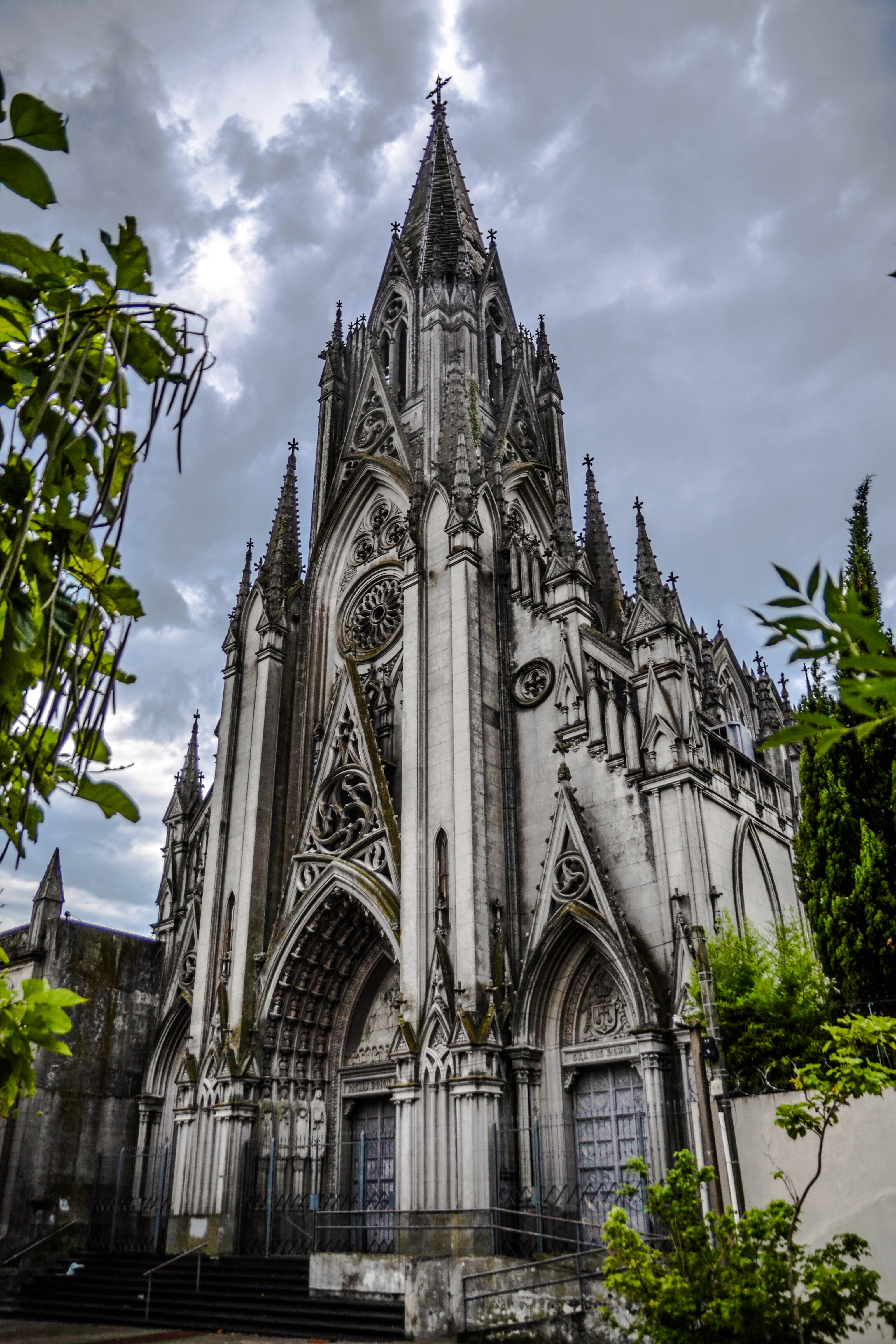
Église Notre-Dame du Mont Carmel et Sainte-Thérèse

- Paroisse Saint-Charles Borromée et Notre-Dame de l'Assomption[12]
- Église grecque orthodoxe Saint-Nicolas (es)

### Monuments commémoratifs
- Les derniers Charrúas (es)

### Musées

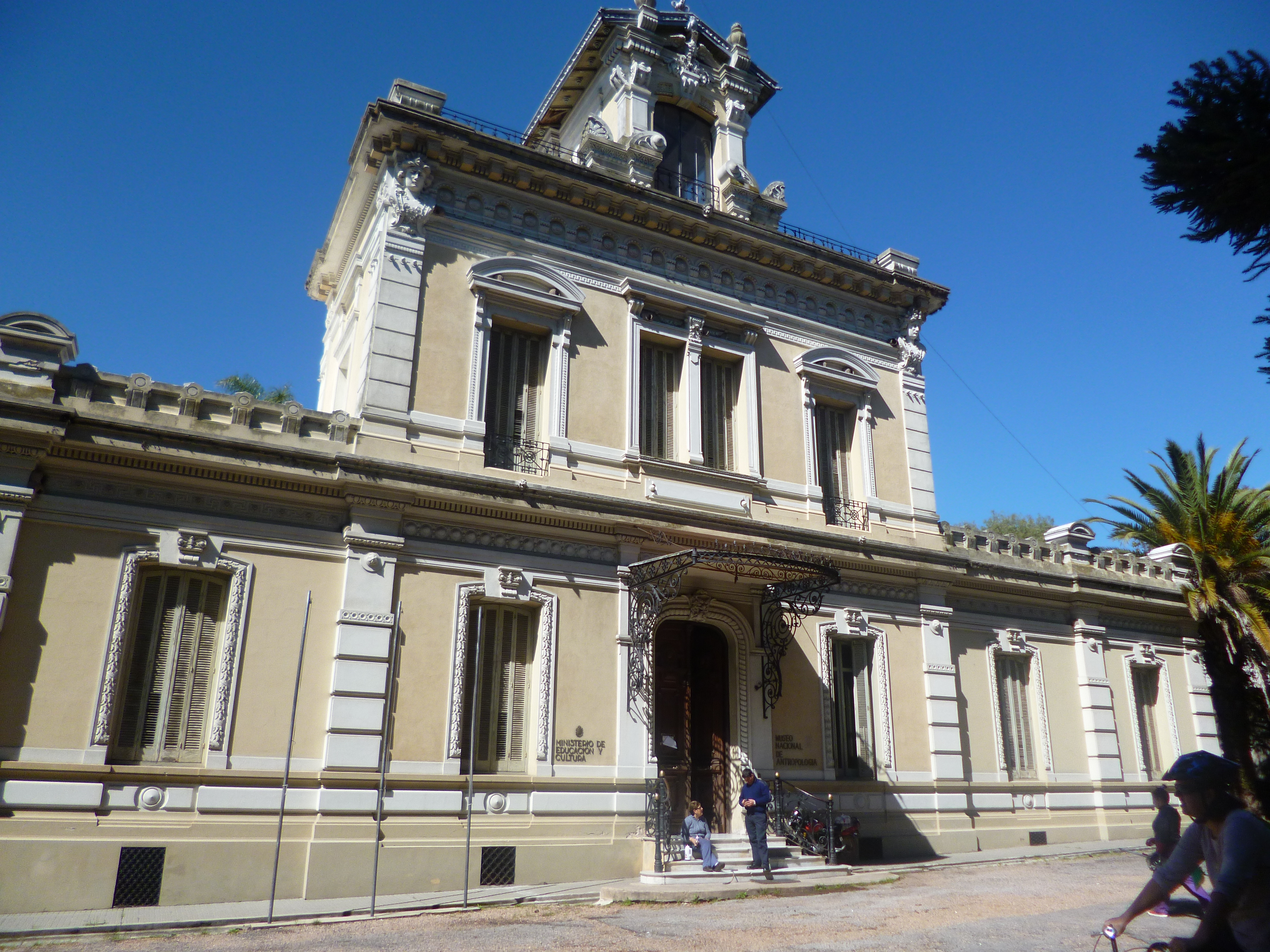
L'ancienne résidence de la famille Mendilaharsu abrite le Musée national d'anthropologie

- Musée Juan Manuel Blanes (es)
- Musée national d'anthropologie (es)

### Parcs et places
- Jardin japonais de Montevideo (es)
- Roseraie de Montevideo
- Jardin botanique de Montevideo (es)
- Parc du Prado (es)
- Rural del Prado (es)

### Sites sportifs
- Stade José-Nasazzi
- Stade Parque Federico Omar Saroldi (es)
- Stade Alfredo-Víctor-Viera

## Personnalités liées au quartier
- Le scientifique et chercheur Clemente Estable (es) (1894-1976) vécut au María Orticochea 4181[13].
- Le philosophe et essayiste Carlos Vaz Ferreira (1872-1958) a vécu au 3610 rue Del Progreso (actuellement appelée Carlos Vaz Ferreira)[14].
- Le pouvoir politique du pays est également lié au quartier, puisque la résidence du président s'y trouve[15].